# Námořní bitva u Hakodate
Námořní bitva u Hakodate (japonsky 函館湾海戦, Hakodatewan Kaisen) byla námořní bitva, která se uskutečnila mezi 4.–10. květnem 1869 mezi zbytky loďstva Tokugawského šógunátu sloučenými do ozbrojených sil povstalecké Republiky Ezo a nově vytvořeným Japonským císařským námořnictvem. Jednalo se o jednu z posledních fází bitvy o Hakodate na konci války Bošin a odehrála se poblíž Hakodate na jihu japonského ostrova Hokkaidó.

## Síly Republiky Ezo
Námořní síly Republiky Ezo byly seskupeny kolem kolesové korvety Kaiten o výtlaku 1920 tun coby vlajkové lodi. Loďstvo Republiky Ezo tvořilo původně 8 parních válečných lodí: zmíněná korveta Kaiten, ozbrojený škuner Banrjú o výtlaku 376 tun, dělový člun Čijoda o výtlaku 142 tun, kolesová válečná plachetnice Čógei o výtlaku 996 tun, fregata Kaijó Maru o výtlaku 2632 tun, parní korveta Kanrin Maru o výtlaku 300 tun, válečná plachetnice Mikaho o výtlaku 800 tun a parní válečná loď Šinsoku o výtlaku 250 tun.
Fregata Kaijó Maru a parník Šinsoku však byly ztraceny už v předcházejícím střetnutí u města Esaši a korvetu Kanrin Maru zajaly císařské síly poté, co ve špatném počasí došlo k jejímu poškození. Ztráta těchto tří lodí loďstvo Republiky Ezo citelně oslabila.

## Císařské síly

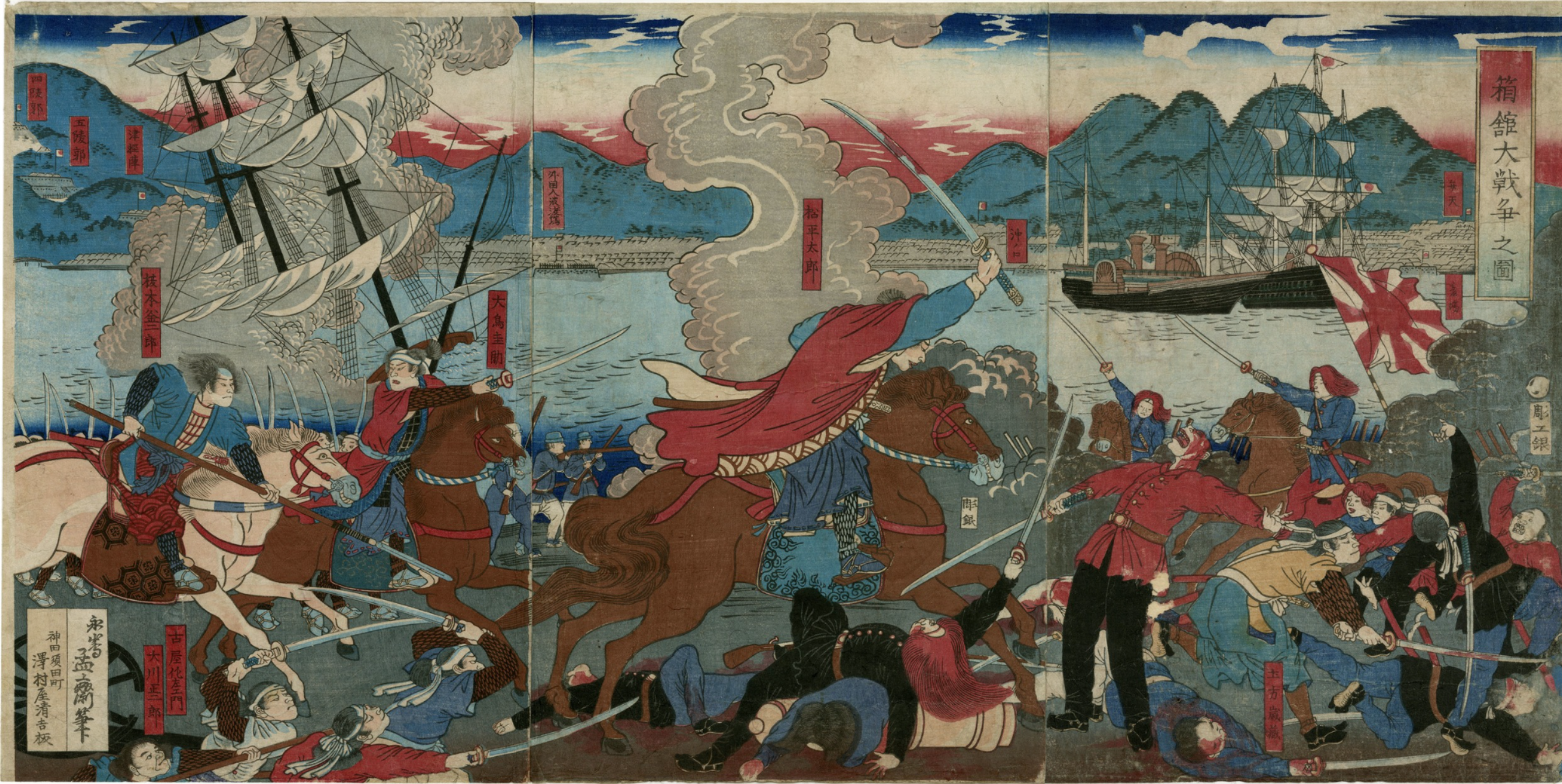
Japonské ztvárnění pozemní a námořní bitvy u města Hakodate. Dřevotisk Jošitory Utagawy (podepsaný Mosai Nagašima).

Pro střetnutí s loďstvem Republiky Ezo muselo být urychleně zformováno císařské námořnictvo. Jeho vlajkovou lodí se stala obrněná loď Kótecu o výtlaku 1410 tun, jež byla nedávno zakoupena od Spojených států. Císařské loďstvo dále tvořily: kolesová korveta Kasuga o výtlaku 1310 tun, parní korveta Čójó Maru o výtlaku 600 tun, parní válečné lodě Hirjú a Dai Iči Teibó o neznámém výtlaku, dělový člun Jóšun o výtlaku 691 tun a válečná parní plachetnice Móšun o výtlaku 363 tun. Tyto lodě dodala v roce 1868 nově vytvořené ústřední vládě knížectví Saga, Čóšú a Sacuma.
Vznikající císařská vláda začínala s mnohem slabším loďstvem, než jakým disponovala vláda Republiky Ezo, a to jak pokud se týká počtu plavidel, jejich soudržnosti (většina císařských lodí byla zapůjčena západními knížectvími) a výcviku posádek. Avšak ztráta tří plavidel loďstva Republiky Ezo během předcházejícího střetnutí (Kaijó Maru, Kanrin Maru a Šinsoku), a zejména začlenění převratného obrněnce Kótecu v dubnu 1868 do řad císařského námořnictva změnily rázem poměr sil. Císařské námořnictvo navíc získalo podporu dvou dopravních lodí, které si USA pronajaly k přepravě svých vojáků. (Kótecu měl původně sloužit v loďstvu Konfederovaných států amerických, po prohrané Americké občanské válce ho získala vláda USA, která loď napřed prodala šógunátu Tokugawa, ale po vypuknutí války Bošin ji dodala císařské vládě.)

## Boj

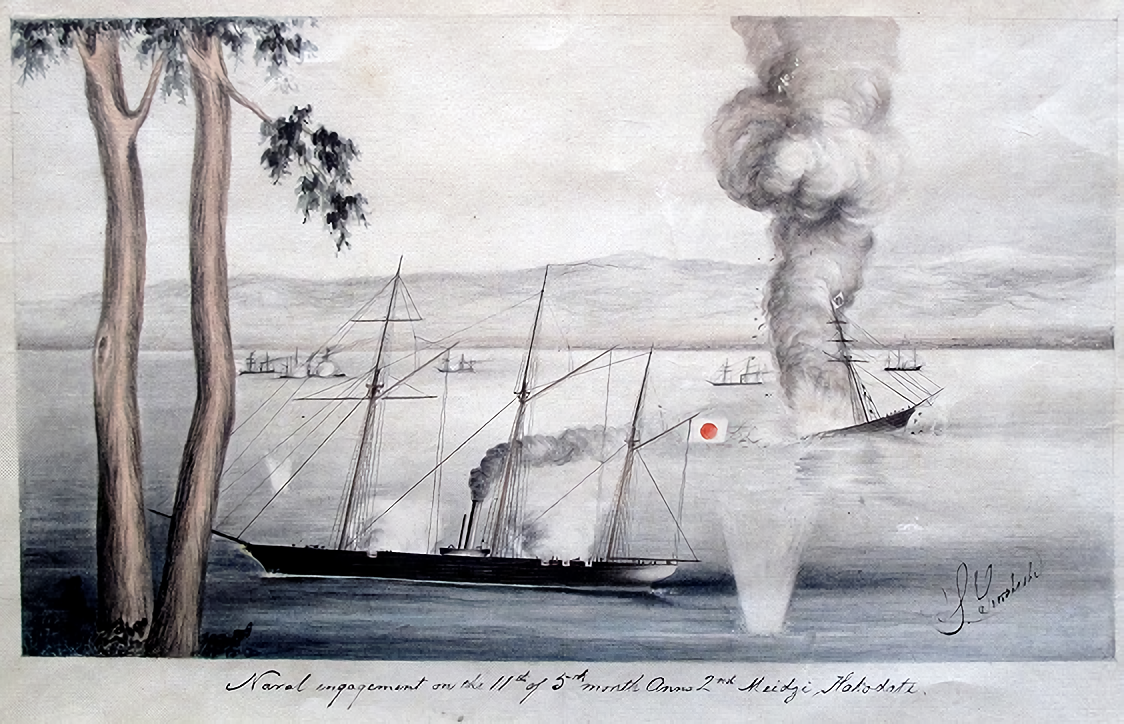
Škuner Banrjú potápí při námořní bitvě u Hakodate císařskou korvetu Čójó Maru.

Císařské loďstvo podporovalo rozmísťování císařských jednotek na ostrově Hokkaidó, ničilo pobřežní opevnění a útočilo na lodě Republiky Ezo. Dne 4. května se císařské síly zmocnily povstaleckého dělového člunu Čijoda poté, co byl po najetí na břeh opuštěn, a 7. května byla po těžkém zásahu vyřazena z boje vlajková korveta Kaiten. Povstaleckému škuneru Banrjú se podařilo potopit císařskou korvetu Čójó Maru, ale vzhledem k vážnému poškození se později sám rovněž potopil.
Japonské císařské námořnictvo námořní bitvu u Hakodate vyhrálo, což koncem května 1869 vedlo ke kapitulaci Republiky Ezo.
Plavidla cizích loďstev – britská korveta HMS Pearl a francouzská fregata Coëtlogon – zachovávala během bitvy neutralitu. Francouzský kapitán Jules Brunet, který cvičil povstalce a pomáhal organizovat jejich obranu, se 8. června vzdal na palubě Coëtlogonu.
Budoucí vrchní velitel Japonského císařského námořnictva velkoadmirál Heihačiró Tógó se bitvy zúčastnil v řadách císařského loďstva. Sloužil na palubě korvety Kasuga jako podporučík.